# Clambus pumilus
Clambus pumilus là một loài bọ cánh cứng trong họ Clambidae. Loài này được Motschulsky miêu tả khoa học đầu tiên năm 1863.